# Sergej Tašuev
Sergej Abuezidovič Tašuev (in russo Сергей Абуезидович Ташуев?; Stariy Merchyk, 1º gennaio 1959) è un allenatore di calcio russo, tecnico dell'Achmat Groznyj.

## Palmarès

### Allenatore

#### Competizioni nazionali
- Coppa di Bielorussia: 1

Šachcër Salihorsk: 2018-2019